# Birgit Lange
Birgit Elisabeth Lange, född 13 juli 1901 i Uppsala, död 4 november 1993 i Lund, var en svensk författare och översättare.

## Biografi
Birgit Lange var dotter till rektorn Per Adolf Lange och Anna Elisabeth Ekman, gick ut lärarinneseminarium 1923 och gifte sig 1929 med juristen Karl Olivecrona (1897–1980). Under 1930- och 1940-talet gav såväl Lange som maken uttryck för pronazistiska ståndpunkter.
"Samtida psykologisk vetenskap … har liksom bibeln satt spår i L:s mycket personliga och vittomfamnande produktion. Den sträcker sig från skönlitteratur till  tankar kring religion (en troende ateist), politik o filosofi." (Litteraturlexikon, 1974)
Birgit Lange är begravd på Uppsala gamla kyrkogård.

## Skrifter (urval)
- Karl Petters Ann-Mari: berättelse (Almqvist & Wiksell, 1927) [ungdomsbok]
  - Norsk översättning: Hans Petters Anne Marie (1928)
- Ann-Mari flygfärdig (Geber, 1928)
  - Norsk översättning: Anne Marie er flyverferdig (1929)
- Ringmuren: roman (Geber, 1935)
  - Nederländsk översättning: De ringmuur (1936)
- En man finner sig själv (Geber, 1938)
- De ömtåliga: en roman om unga människors kärlek i brytningstid (Fritze, 1939)
- Vårt gemensamma väl (Sundqvist & Emond, 1940)
- Under en revolution (Sundqvist & Emond, 1941)
- En fredlig ordning (Sundqvist & Emond, 1942)
- Nu tändas åter stjärnorna [roman] (Geber, 1944)
- Debatt med marxismen (Gleerup, 1947)
- Bibliskt arv (Gleerup, 1950)
- Kärlekens uppmärksamhet (Gleerup, 1953)
- Glädjen förenar (Gleerup, 1959)
- Jordens sköldar: dikter (Diakonistyrelsen, 1965)
- En framtid och ett hopp: dikter (Natur och kultur, 1968)
- Jordskred? (Sökaren, 1969)
- Jag bygger av spillror (Eget förlag, 1974)
- Mosaisk dröm (Eget förlag, 1977)
- Jahvé och hans Messias: några fragment (Eget förlag, 1979)

## Översättningar (urval)
- William James: Psykologi (Almqvist & Wiksell, 1925)
- Hans F.K. Günther: Europas raser (Almqvist & Wiksell, 1925)
- William Thackeray: Historien om Henry Esmond, esq. (The history of Henry Esmond, Esq.) (Almqvist & Wiksell, 1926)
- John Galsworthy: Silverskeden (Svenska andelsförlaget, 1926)
- Guy de Maupassant: Yvette ; En syn ; Ånger: noveller (Almqvist & Wiksell, 1927)
- William Thackeray: Fåfängans marknad (Vanity fair) (Baltiska förlaget, 1928)
- Francis Hackett: Henrik VIII (översatt tillsammans med E. Weer (dvs. Ellen Wester)) (Geber, 1929)
- Bess M. Mensendieck: Vackrare - friskare: Mensendieckgymnastikens principer och grundläggande övningar (Look better, feel better) (Gleerup, 1955)